# Дејвид Блат
Дејвид Блат (енгл. David Blatt; Бостон, Масачусетс, 22. мај 1959) је бивши америчко–израелски кошаркаш, а садашњи кошаркашки тренер.

## Каријера
Блат је студирао и играо кошарку на универзитету Принстон од 1977. до 1981. године. Након што није драфтован, одлази у Израел где проводи целу своју играчку каријеру. Играо је све до 1993. године када је повредио Ахилову тетиву и одлучио да заврши каријеру.
Тренерску каријеру је започео тамо где је и завршио играчку, у Израелу. Године 1993. је постао први тренер Хапоел Галила чији је боје бранио и као играч. Након епизоде у Хапоелу, добио је ангажман у младој репрезентацији Израела, касније и у сениорској селекцији (као помоћник), а 1999. године постаје помоћни тренер у Макабију из Тел Авива.
Само две године касније постаје први тренер, али је 2003. године поново заузео позицију асистента да би Пини Гершон постао шеф струке. Одмах након Макабија постаје селектор Израела, а затим су уследиле успешне епизоде у Динаму из Санкт Петербурга са којим је освојио Еврочеленџ куп, а постао је и најбољи тренер у Русији за ту сезону.
Русију је заменио Италијом где је са Бенетоном из Тревиза у две сезоне узео и национални Куп и првенство Италије. Од 2006. до 2012. године са много успеха је предводио национални тим Русије са којом је постао првак Европе 2007. године, а има и два бронзане медаље са ЕП 2011. године, као и са Олимпијских игара у Лондону. У међувремену је водио Ефес, Динамо из Москве и Арис, пре него што се вратио у Макаби 2010. године.
У свом другом мандату као први тренер Макабија, Блат је освојио три пута национално првенство, четири пута куп и једну Јадранску лигу. Ипак највећи успех је остварио у сезони 2013/14. када је са Макабијем освојио Евролигу.
У јуну 2014. постао је главни тренер Кливленд кавалирса. Отпуштен је у јануару 2016. године. Блат је у првој сезони, после почетног скора 19-20, одвео екипу до финала плеј-офа (где су изгубили од Голден Стејт вориорса 4:2), а у моменту када је добио отказ током сезоне 2015/16. Кливленд је водио на табели Истока са скором 30-11 а клуб је добио 11 од последњих 13 утакмица. Блат је напустио Кливленд, са скором од 83 победе и 40 пораза.
Блат је 1. јуна 2016. постављен за тренера турске Дарушафаке.

## Тренерски успеси

### Клупски
- Макаби Тел Авив:
  - Евролига (1): 2014.
  - Првенство Израела (5): 2002, 2003, 2011, 2012, 2014.
  - Куп Израела (6): 2002, 2003, 2011, 2012, 2013, 2014.
  - Јадранска лига (1): 2012.
- Дарушафака:
  - Еврокуп (1): 2017/18.
- Динамо Санкт Петербург:
  - ФИБА Еврочеленџ (1): 2005.
- Бенетон:
  - Првенство Италије (1): 2006.
  - Куп Италије (1): 2007.

### Појединачни
- Тренер године Евролиге (1): 2014.

### Репрезентативни
Русија
- Европско првенство 2007:
- Европско првенство 2011:
- Олимпијске игре 2012: